# Unionsmästaren

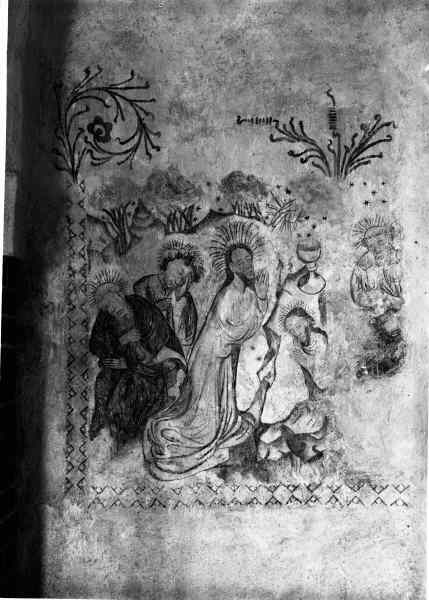
Målning i Fogdö kyrka.

Unionsmästaren är ett anonymnamn på en kyrkomålare, som var verksam under första halvan av 1400-talet i Sverige och Danmark. I Sverige kallas han även Fogdömästaren.  
Unionsmästaren uppmärksammades 1936–1938 i samband med att man renoverade Fogdö kyrka och de överkalkade målningarna friades. Han verkade under unionstiden, dels i det då danska landskapet Skåne och dels i åtminstone Södermanland. Det bäst bevarade verket finns i Fogdö kyrka som räknas till det märkligaste och konstnärligt mest värdefulla av de svenska 1400-tals målningarna i Sverige. Målningarna i Fogdö kyrka är utförda på norralånghus- och korväggarna och avdelas av de på mitten av 1400-talet inslagna valven. Målningarna är utförda i en färgskala med rött, grått och gulbrunt där det röda dominerar. Bitvis är målningarna fragmentariska och det bäst bevarade  fragmenten framställer Kristus i Getsemane med realistiskt individualiserade apostlar och en Kristus försjunken i en människas enkla bön. Bredvid Getsemanebilden står Paulus i helfigur. Draperingen på Paulus mantel är rik och fyllig och hela gestalten är voluminöst modellerad med ett skarpskuret, aristokratiskt ansikte. Samma skarpa ansikteskarakteristisk och dräktelegans utmärker även de andra apostlarna. Bilderna omges av ett rankverk med smala blad i mjuka bukter. Bland de andra framställningarna märks en scenbild från Yttersta domen med en lovsjungande kör.
En liknande Yttersta domen framställning återfinns i Runtuna kyrka i Södermanland som framtogs 1953, där kan man även se fint tecknade änglar med rökelsekar och musikinstrument. Änglarna har lockiga huvuden med starkt individualiserade ansikten. Unionsmästarens kännetecken och konstnärskap kommer tydligt fram i målningen av Johannes örn och dess mäktiga vinge. Förklaringen till att en så betydande mästare som Unionsmästaren anlitades att dekorera sörmländska landskyrkor finns i Strängnäs domkyrka där han i Freskokapellet har målat väggarna och valven som till oigenkännlighet restaurerades på 1800-talet. Under 1900-talet försökte man i görligaste mån tvätta bort påmålningarna men väggdekorationerna kunde inte helt återställas till ursprungligt skick. Målningarna framställer i två register stående heliga män, vända mot varandra i samspråk som återges i svingade banderoller. I den övre raden står profeter och patriarker under Kristi stamträd och i den nedre raden apostlarna. Draperibehandlingen är liksom i Fogdö kyrka enkel och rikt plastiskt utformad. I valven och på murbågen mot kyrkans skepp är målningen bättre bevarad men fragmentariska. Bland framställningarna finns en skidring  med Kristus som Smärtornas man med en elegant penslad rankornamentik. Freskokapellet instiftades 1403 men dess färdigställande dröje något årtionde. Inom Sveriges nuvarande gränser finns inga fler kända målningar av Unionsmästaren, men i Åkarps kyrka som revs på 1890-talet fanns målningar som finns bevarade genom fragmentariska fotografier på Antikvarisk-topografiska arkivet. Från fotografierna kan man utläsa att hela kyrkan omfattade ett dekorativt schema där långväggarna var smyckade i frisform ordnade bildsviter under rundbågiga arkader åtskilda av bårder i form av veckband och bandstavar. Ovanför friserna finns en rad apostlar i halvfigur med språkband och nedanför friserna återkommer det tunnbladiga yviga rankverk som är målade i Fogdö och Strängnäs med den skillnaden att han här har infogat fabeldjur och drolerier. Djurbilderna är ett exempel på Unionsmästarens tekniska mästerskap som målare där han i sin framställning utfört en graciös och fast modellerande teckning. Han tillskrivs med en viss tvekan även de överkalkade målningarna i Toresunds kyrka.
De starkt restaurerade valvmålningarna i Undløse Kirke på Själland är av allt döma utförda av Unionsmästaren. Målningarna har ett vidlyftigt bildprogram omfattande en kristologisk svit samt skildringar ur Laurentius och Stefanius legender. Kring de många figurframställningarna återkommer det karakteristiska rankverket som återfinns i Fogdö och Strängnäs. Andra gemensam drag är den eleganta teckningen och de individualiserade ansiktena. I Undløse har han även framställt en rad skisserade fysionomier med de sovande vakterna vid den heliga graven. Genom målningarna i Undløse knyts han nära samman med målningar i Tybjerg kyrka som står i förbindelse med Danmarks främsta 1400-tals målare Højelse-Mesteren man har av den orsaken dragit slutsatsen att Unionsmästaren hade sin hemort i Danmark. Hans kontinentala stilförbindelser går åt två olika håll, det mesta har han hämtat från Conrad von Soest och hans altarskåp i St. Marien i Osnabrück men han har även hämtat inspiration från Wittingaumästaren i Böhmen som båda var berömdheter omkring 1400. Han har även beröringspunkter med Othemsmästaren och mästaren till den stora donatorsbilden i Västra Sallerup i Skåne som skulle kunna vara ett verk av Unionsmästaren. Hur hans arbeten skall fixeras kronologiskt är oklart men stilistiskt hör de hemma i tidsspannet 1420–1440. 

## Relation till Undløsemästaren

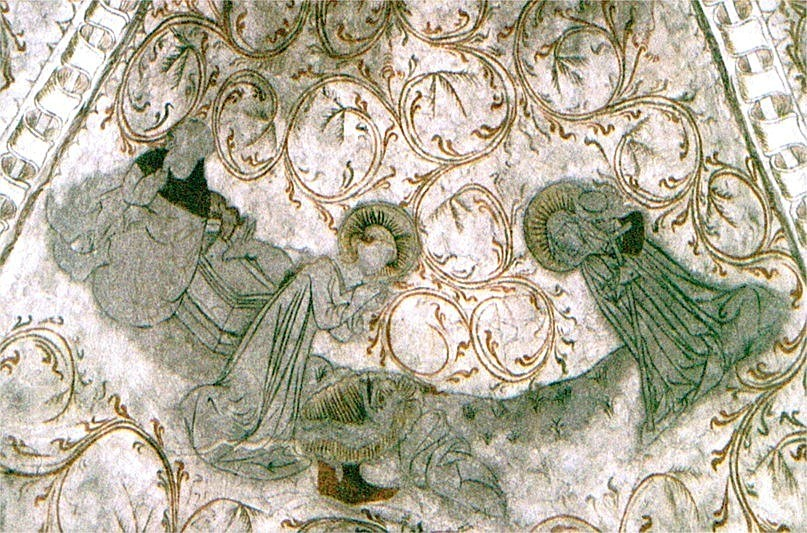
Kalkmålning i Undløse kirke, som visar Jesu födelse i närvaro av Heliga Birgitta.

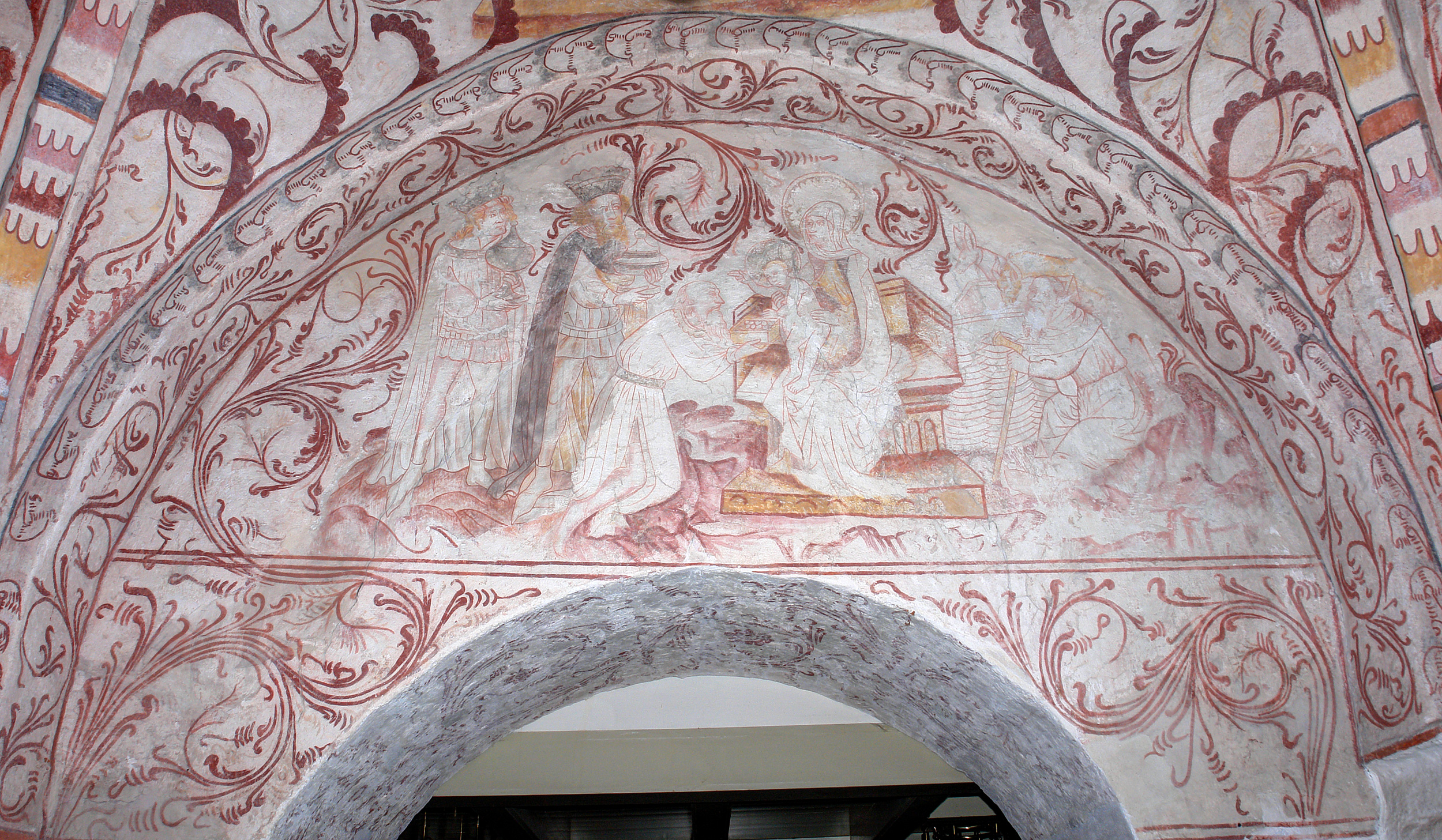
Konungarnas uppvaktning, Nødebo kyrka.

Unionsmästaren var en kyrkomålare, som var verksam under första halvan av 1400-talet i 
Det har diskuterats om unionsmästaren är samma kyrkomålare som utfört målningar i Nødebo, Undløse och Rørby kyrkor i Danmark. Dennes huvudverk är kalkmålningarna i Undløse kyrka på Själland från omkring 1430. Många likheter i målningarna finns, och enligt danska källor räknas de som samma målare.
Målningen Uppståndelsen i Undløse kyrka ingår i Danmarks kulturkanon. 

## Kyrkor smyckade av Unionsmästaren
- Fogdö kyrka
- Norra Åkarps gamla kyrka
- Nødebo kyrka (Danmark)
- Runtuna kyrka
- Rørby kyrka (Danmark)
- Strängnäs domkyrka
- Toresunds kyrka
- Undløse Kirke (Danmark)